# 志紀
志紀（しき）は、大阪府八尾市内の一地域。
八尾市の南部に位置し、八尾市と合併する前の南河内郡志紀町であった地域である。
新住所表記では、志紀町、志紀町西、志紀町南、天王寺屋、曙川東、二俣、老原、東老原、田井中、弓削町、弓削町南、西弓削の各地域に該当する。

## 歴史・概要

### 近代以前
（日本 > 畿内 > 河内国 > 志紀郡 > 弓削村、老原村、田井中村、天王寺屋新田、二俣新田）
- 律令制制定以降は河内国志紀郡に属する。古来より物部氏一族・弓削氏の本拠地であり、弓削道鏡の出身地（曙川東に由義寺跡が存在する）である。渋川道（奈良街道）の経由地であり、交通の要所であった。
- 本来は南側の柏原村との結びつきが強い地域であった。1704年の大和川付け替えで創設された天王寺屋新田、二俣新田が志紀郡に組み入れられる。

### 近代以降
（日本 > 大阪府 > 南河内郡 > 志紀村→志紀町）
- 1889年4月1日の市町村制施行に伴い、弓削村、老原村、田井中村、天王寺屋新田、二俣新田が合併して志紀村が成立。
  - 1889年5月14日に大阪鉄道 (初代)が開業。当地を通るものの、駅は設置されなかった。1909年4月1日に初代の志紀駅が設置される。
  - 戦況の拡大に伴い、地域の一部が大正飛行場の敷地として強制買収・供出される。
  - 1947年10月に志紀駅が休止となる。
- 1956年1月1日に町制施行。
- 1957年4月1日に八尾市と合併。

前述のとおり、本来は柏原町との結びつきが強い地域であり、柏原町との合併を模索していた。周囲の町村が八尾市と併合していく中で柏原町は国分村と合併した。結局、志紀町は八尾市と合併した。

### 八尾市合併以降
- 1961年10月11日に志紀駅が営業再開。
- 1969年12月 大阪外環状線が当地域内で供用開始。

## 地理
八尾市の南に位置する。地域内は概ね平坦であるが、旧大和川河川敷付近は土地が盛り上がっている。JR線はその高台に沿って通っている。
志紀駅を中心に市街地が形成され、中規模の店舗が多い。

### 河川
- 長瀬川
- 玉串川
- 平野川

### 交通
鉄道が通り、幹線道路が交差する地域にあり、交通の便は比較的便利である。一方で、八尾市中心部へのバス便は無い。
主な道路
- 国道25号（奈良街道）
- 国道170号（大阪外環状線）

双方は当地内で立体交差しているが外環北方向とは直接行き来できず、少し迂回する必要がある。交差部すぐ近くにある踏切は自動車は北向き一方通行である。
鉄道
- JR関西本線（大和路線）
  - 当地内に志紀駅がある。
- 近鉄大阪線
  - 当地内は通らないものの、曙川東一丁目のすぐ東、恩智中町一丁目地内に恩智駅がある。

バス
- 近鉄バス
  - 志紀西に八尾営業所があるが、当地区を経由する路線バスは全廃され、全て回送で出入庫している。

- 大阪バス
  - JR志紀駅東口よりアクロスプラザ、近鉄恩智駅、八尾税務署、八尾総合体育館、八尾徳洲会病院、プリズムホール、近鉄八尾駅、アリオ八尾へのバス路線が令和元年（2019年）9月23日より運行を開始した。運行時間・頻度はおおむね09:00〜18:00までの一時間に一本程度。

## 地域

### 志紀町、志紀町西、志紀町南
市町村制施行以前の弓削村の一部にあたる。
主な施設、旧跡
（志紀町1 - 3丁目）
- JR志紀駅
- 八尾志紀郵便局
- ライフ志紀店
- スーパー万代志紀店

（志紀町西1 - 4丁目）
- 八尾市役所志紀出張所、志紀コミュニティセンター
- 八尾市立志紀図書館
- 八尾市消防本部志紀出張所
- 八尾市立志紀中学校
- 府営八尾志紀住宅
- 近鉄バス八尾営業所

（志紀町南1 - 4丁目）
- 八尾柏原ドライビングスクール

### 天王寺屋、曙川東（曙川）、二俣
旧大和川河川敷を開墾してできた新田跡であり、天王寺屋新田→天王寺屋、 二俣新田→曙川東、二俣 となっている。
曙川東地域は旧曙川村地域とは直接の関連はなく、新住所表記制定時に新たに名付けられた。
主な施設、旧跡
（天王寺屋1 - 7丁目）
（曙川東1 - 8丁目）
- 八尾市立曙川東小学校

（二俣1 - 3丁目、大字二俣）
- タカラスタンダード八尾工場
- 新田ゼラチン八尾工場

### 老原、東老原、田井中
市町村制施行以前の老原村、田井中村の地域にあたる。
主な施設、旧跡
（老原1 - 9丁目）
- 八尾老原郵便局
- 御劔神社

（東老原1,2丁目）
- 関西電力八尾変電所

（田井中1 - 4丁目）
- 八尾市立志紀小学校
- 神劔神社

### 弓削町、弓削町南、西弓削
地域の西側に八尾空港があるが、空港施設へは直接行くことはできない。（木の本方面へ大きく迂回する必要がある。）また陸上自衛隊八尾駐屯地があり、こちらは弓削町付近に入口がある。
主な施設、旧跡
（弓削町1 - 3丁目）
- 弓削神社

（弓削町南1 - 3丁目）
（西弓削1 - 3丁目）